# Sea of Treachery
Sea of Treachery ist eine US-amerikanische Deathcore-/Metalcore-Band, die 2004 gegründet wurde.

## Geschichte
Sea of Treachery wurde im Jahr 2004 unter dem Namen At Daggers Drawn in Hebron im US-amerikanischen Bundesstaat Kentucky gegründet und besteht nach unzähligen Musikerwechseln aus Sänger Alex Huffman, den beiden Gitarristen Christian McManama und Aaron Hoover, Bassist Tyler Monell und Schlagzeuger Cody Patton.
Die Band veröffentlichte unter ihrem ursprünglichen Bandnamen mit Black Hearts and Burial Shrouds, All Hope Is Lost und The First Eulogy zwei EPs und ein Album jeweils in Eigenregie. Die Gruppe änderten ihren Namen in Sea of Treachery, zog nach San Diego im Bundesstaat Kalifornien und unterschrieb einen Plattenvertrag bei Sumerian Records, worüber ihr Debütalbum At Daggers Drawn erschien. Allerdings droppte das Label die Gruppe nach einer Reihe von Besetzungswechseln und dem damit verloren gegangenem Vertrauen in die Band. Dennoch begaben sich die Musiker mit Produzent Daniel Castleman in die Lambesis Studios und begannen mit den Aufnahmen an ihrem zweiten Album. 2010 unterschrieb die Band einen Vertrag mit der BlkHeart Group.

## Stil
Die Band arbeitet mit verschiedensten Formen des Extreme Metal und kombiniert Elemente des Deathcore, Metalcore und des Post-Hardcore miteinander. Später erweiterten die Musiker ihr musikalisches Repertoire und entwickelten die Musik der Band weiter.

## Diskografie
- 2005: Black Hearts and Burial Shrouds (EP, Eigenproduktion)
- 2006: All Hope Is Lost (EP, Eigenproduktion)
- 2006: The First Eulogy (Album, Eigenproduktion)
- 2008: At Daggers Drawn (Album, Sumerian Records)
- 2010: Wonderland (Album, BlkHeart Group)